# Ludwig Sklarski
Ludwig „Luggi“ Sklarski (* 20. September 1950; † 30. Dezember 2019) war ein deutscher Fußballspieler.

## Karriere

### Verein
Sklarski begann seine Laufbahn in der Amateurmannschaft des FC Bayern München. In der Saison 1976/77 war er für den belgischen Erstdivisionär KV Kortrijk aktiv, bevor er zum Schweizer Erstligisten FC Zürich wechselte. Mit dem FCZ wurde er am Saisonende 1980/81 Schweizer Meister. Zur folgenden Spielzeit schloss er sich dem liechtensteinischen Hauptstadtklub FC Vaduz an, für den er dann bis zu seinem Karriereende aktiv war.

### Nationalmannschaft
Sklarski nahm mit der Nationalmannschaft Liechtensteins am President’s Cup 1981 in Südkorea teil. Liechtenstein trat mit einer sogenannten „Aktiv-Auswahl“ an, deren Spieler liechtensteinischen Vereinen angehörten, aber nicht Liechtensteinische Staatsbürger sein mussten. Sklarski erzielte am 14. Juni 1981 beim 1:1-Remis im Spiel gegen Malta das 1:0 für das Fürstentum; die Liechtensteiner schlossen die Gruppe B als Fünftplatzierter ab. Seinen zweiten bekannten Einsatz absolvierte er am 6. Oktober 1981 im Freundschaftsspiel in Balzers gegen Malaysia, hier erzielte er den 1:0-Endstand. Die Spiele werden vom Liechtensteiner Fussballverband allerdings nicht offiziell anerkannt.

## Erfolge
- Schweizer Meister 1981 (mit dem FC Zürich)